# Jauch gegen ...

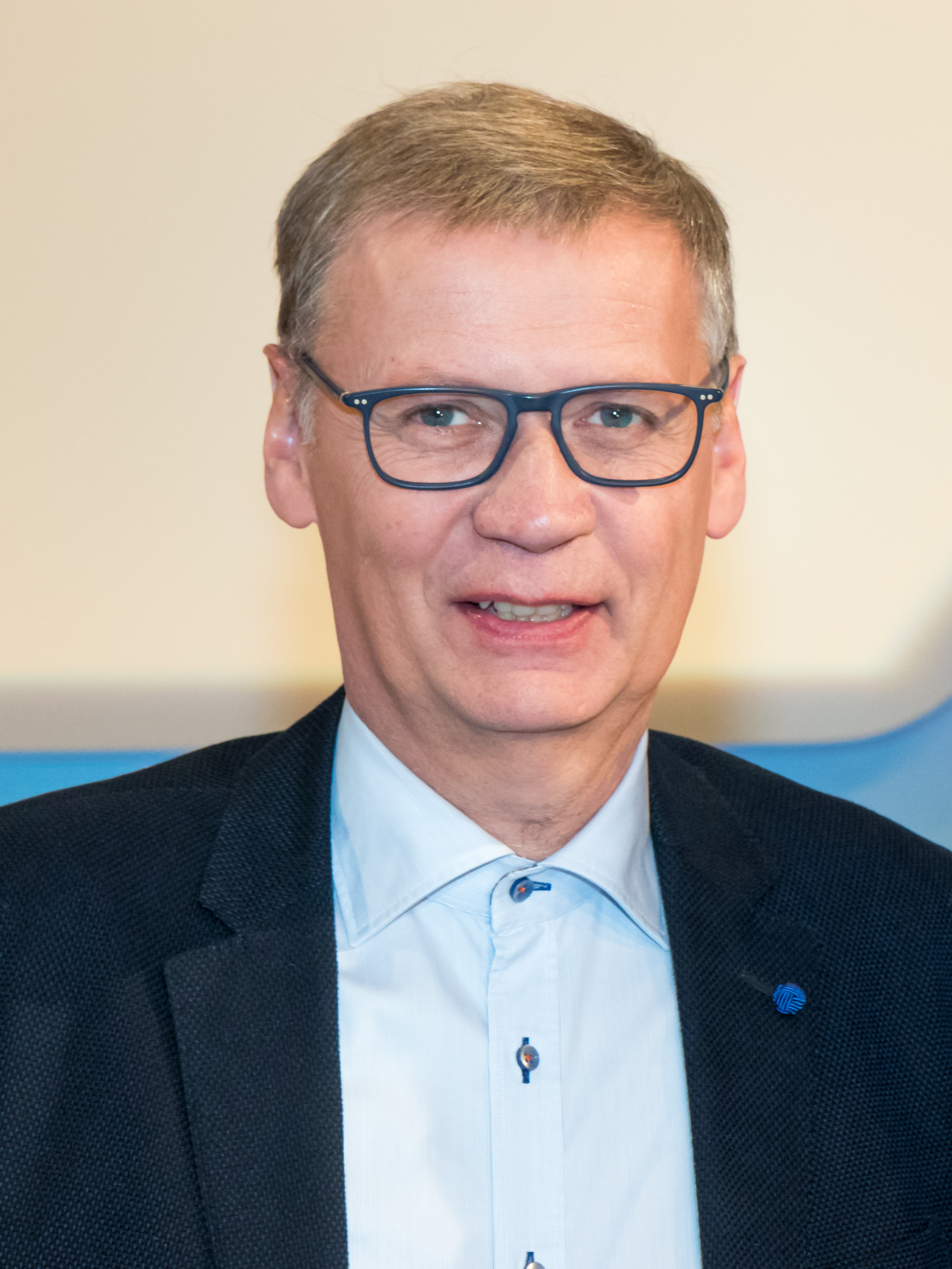
Dauergegner Günther Jauch

Jauch gegen ... war eine deutsche Quizshow bei RTL, in der Günther Jauch gegen einen Prominenten sowie ein durch diesen zusammengestelltes Team in einem Fragenduell antrat. Moderiert wurde die Show von Oliver Pocher. Die Sendung galt als Nachfolgeformat von 5 gegen Jauch.

## Produktion
Die Sendung wurde von der durch Günther Jauch gegründeten i&u TV in den EMG Studios in Hürth bei Köln aufgezeichnet.

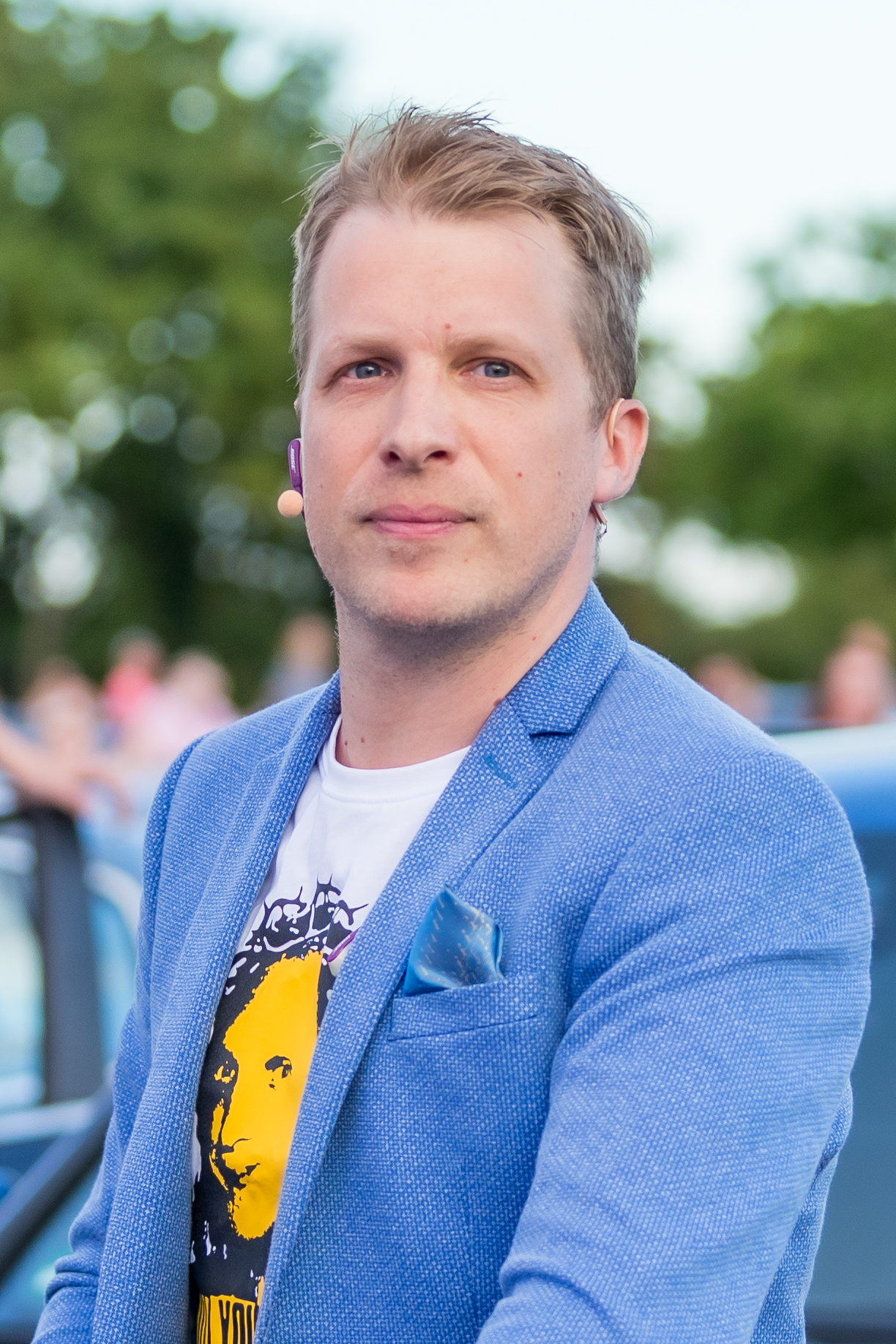
Moderator Oliver Pocher

## Spielprinzip
Im Vorhinein stellt Jauchs Gegner ein Team aus Prominenten und Vertrauten zusammen, das ihm beim Beantworten der Fragen zur Seite steht.
Die beiden Kontrahenten spielen in der Sendung jeweils für eine Tribünenhälfte des Studiopublikums, wobei auf die Gewinnerseite am Ende 50.000 Euro verteilt werden. Das Quiz wird über zehn Runden gespielt. Die Kontrahenten wählen pro Runde abwechselnd aus zwei Fragen, der Gegner muss die jeweils andere beantworten. Die Fragen steigen in ihrer Wertigkeit und haben immer vier Antwortmöglichkeiten. Mit jeder richtigen Antwort werden Punkte erspielt, die im Finale auf drei verschiedene Kategorien gesetzt werden, hinter denen sich jeweils eine Frage versteckt. Im Finale werden von beiden Kontrahenten dieselben Fragen beantwortet: werden sie richtig beantwortet, bekommen die Kontrahenten die gesetzten Punkte gutgeschrieben, werden sie falsch beantwortet, werden die gesetzten Punkte abgezogen.
Jauch und seinem Gegnerteam stehen zwei verschiedene Joker zur Verfügung: der „Pocher-Joker“ (die Frage wird gecancelt und Moderator Oliver Pocher beantwortet für Jauch oder sein Gegnerteam eine neue Frage) und der „Karten-Joker“ (Zuschauer im zugehörigen Publikumsblock zeigen anhand einer Karte mit entsprechendem Antwort-Buchstaben auf und können ihre Position zur Frage erläutern).
Zwischen den regulären Fragen gibt es „Duelle“, die nur zwischen Jauch und seinem Gegner ausgetragen werden. Hier werden sieben Aussagen aufgestellt; Jauch und sein Gegner müssen einschätzen, ob diese richtig oder falsch sind. Gewinnt Jauch kann er sich einen der Teammitglieder des Gegners aussuchen, der dann nicht am Finale teilnehmen darf. Gewinnt hingegen sein Gegner sucht dieser einen seiner Teammitglieder aus, der dann sicher am Finale teilnehmen wird. Sollte es nach dem Finale unentschiedenen stehen, geht es in einer direkt anschließenden Einzelfragerunde mit Buzzern um den Gesamtsieg.
Gegen Hans Sigl, den ersten Gegner, wurde über zwei Folgen hinweg gespielt. Dem Verlierer der ersten Folge stand in der „Revanche“-Sendung ein neues Team zur Seite, während in der ersten Folge Jauchs Gegner durch ein Team unterstützt wurde. Dieses Konzept wurde nach der ersten „Doppelepisode“ mit Hans Sigl überarbeitet, fortan wurde auf die „Revanche“-Sendung verzichtet und das Team des Gegners wurde von vier auf drei Prominente verkleinert. Außerdem gab es kleinere Regeländerungen.

## Episoden

### Episodenliste
| Staffel | Folge | Datum             | Einzelgegner  | Teamführer     | Teammitglieder     | Teammitglieder           | Teammitglieder    | Teammitglieder  | Teammitglieder  | Teammitglieder | Teammitglieder     |
| ------- | ----- | ----------------- | ------------- | -------------- | ------------------ | ------------------------ | ----------------- | --------------- | --------------- | -------------- | ------------------ |
| 1       | 1     | 4. April 2022     | Günther Jauch | Hans Sigl      | Daniel Bröckerhoff | Susanne Sigl             | Andrea Kiewel     | Paul Panzer     |                 |                |                    |
| 1       | 2     | 11. April 2022    | Hans Sigl     | Günther Jauch  | Wigald Boning      | Patricia Kelly           | Sophia Thomalla   | Torsten Sträter |                 |                |                    |
| 2       | 3     | 30. Mai 2022      | Günther Jauch | Oliver Welke   | Olaf Schubert      | Katrin Müller-Hohenstein | Matthias Matschke |                 |                 |                |                    |
| 2       | 4     | 6. Juni 2022      | Günther Jauch | Horst Lichter  | Kai Wiesinger      | Bettina Zimmermann       | Sven Deutschmanek |                 |                 |                |                    |
| 3       | 5     | 18. Dezember 2022 | Günther Jauch | Frauke Ludowig | Twenty4tim         | Susanne Daubner          | Nina Moghaddam    | Matthias Distel | Evelyn Burdecki | Chris Ehrlich  | Andreas Ehrlich    |
| 3       | 6     | 5. Februar 2023   | Günther Jauch | Joachim Llambi | René Casselly      | Kathrin Menzinger        | Massimo Sinató    | Jorge González  | Motsi Mabuse    | Jan Köppen     | Victoria Swarovski |

Legende
- Fettgedruckt = Gesamtsieger
- grün = Sieger in Folge

### Sonderausgaben
Am 18. Dezember 2022 wurde erstmals eine Folge ohne benannten Gegner, sondern zu einem bestimmten Themenbereich ausgestrahlt. Unter dem Titel Jauch gegen 2022 traten acht Prominente, „die das Jahr 2022 geprägt haben“, gegen Jauch an. Am 5. Februar 2023 fand eine weitere Folge mit acht Mitwirkenden der RTL-Tanzshow „Let’s Dance“ und dem Titel Jauch gegen Let’s Dance statt.

## Einschaltquoten
| Staffel | Folge | Datum         | Zuschauer | Zuschauer       | Marktanteil | Marktanteil     | Quelle        |
| Staffel | Folge | Datum         | Gesamt    | 14 bis 49 Jahre | Gesamt      | 14 bis 49 Jahre | Quelle        |
| ------- | ----- | ------------- | --------- | --------------- | ----------- | --------------- | ------------- |
| 1       | 1     | 4. Apr. 2022  | 2,85 Mio. | 0,58 Mio.       | 11,2 %      | 9,8 %           | [ 7 ]         |
| 1       | 2     | 11. Apr. 2022 | 2,62 Mio. | 0,56 Mio.       | 10,6 %      | 9,4 %           | [ 8 ] [ 9 ]   |
| 2       | 3     | 30. Mai 2022  | 2,38 Mio. | 0,54 Mio.       | 10,1 %      | 10,0 %          | [ 10 ] [ 11 ] |
| 2       | 4     | 6. Juni 2022  | 2,65 Mio. | 0,60 Mio.       | 10,7 %      | 10,0 %          | [ 12 ] [ 13 ] |
| 3       | 5     | 18. Dez. 2022 | 2,24 Mio. | 0,68 Mio.       | 8,6 %       | 10,5 %          | [ 14 ]        |
| 3       | 6     | 5. Feb. 2023  | 2,26 Mio. | 0,55 Mio.       | 8,8 %       | 9,3 %           | [ 15 ] [ 16 ] |